# Opius rumecatus
Opius rumecatus är en stekelart som beskrevs av Fischer 1983. Opius rumecatus ingår i släktet Opius och familjen bracksteklar. Inga underarter finns listade i Catalogue of Life.